# 重瓣铁线莲
重瓣铁线莲（学名：Clematis florida var. plena）为毛茛科铁线莲属下的一个变种。

## 扩展阅读
- 維基物種上的相關：重瓣铁线莲